# فهرست وابسته‌های دیپلماتیک در تایلند

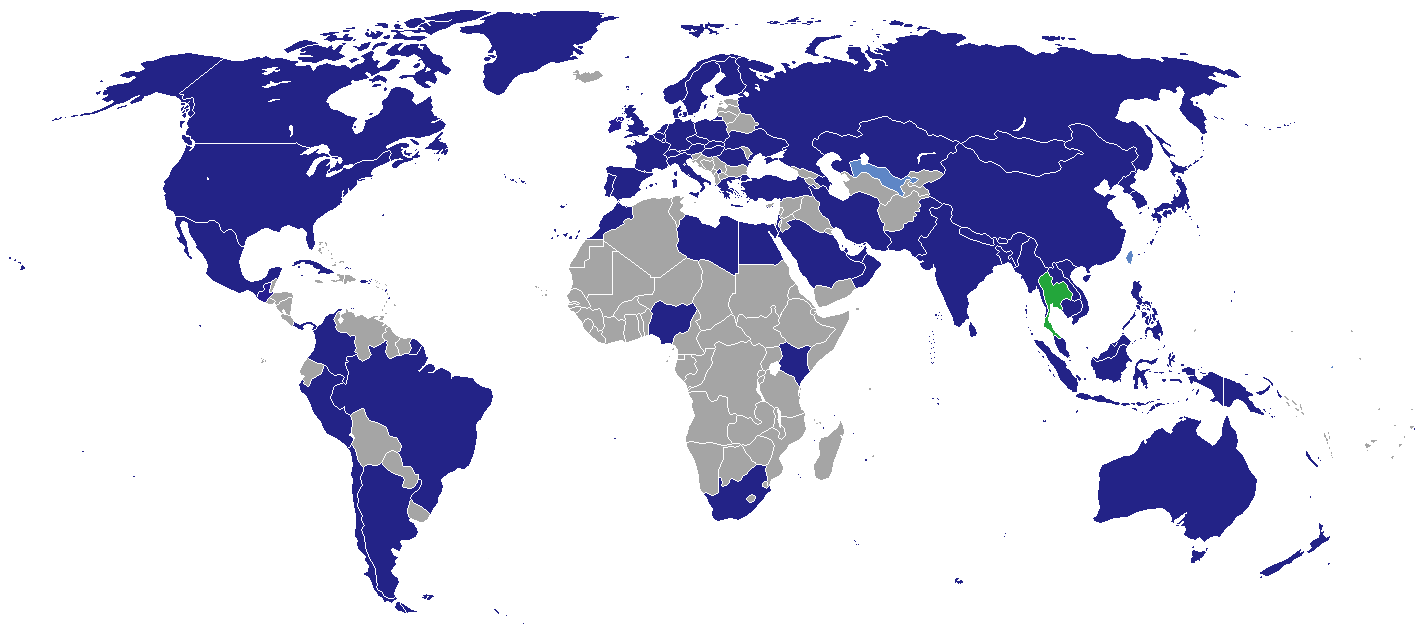
نقشه نمایندگی‌های دیپلماتیک در تایلند

این فهرست نمایندگی‌های دیپلماتیک در تایلند است. در حال حاضر ۸۲ سفارت در بانکوک وجود دارد. این شامل کنسولگری‌های افتخاری نیست.

## سفارت‌ها در بانکوک
| - آرژانتین - استرالیا - اتریش - بحرین - بنگلادش - بلژیک - بوتان (کشور) - برزیل - برونئی - کامبوج - کانادا - شیلی - چین - کلمبیا - کوبا - جمهوری چک - دانمارک - تیمور شرقی - مصر - فنلاند - فرانسه - آلمان - یونان - گواتمالا - سریر مقدس - مجارستان - هند | - اندونزی - ایران - جمهوری ایرلند - اسرائیل - ایتالیا - ژاپن - قزاقستان - کنیا - کوزوو - کویت - لائوس - لیبی - لوکزامبورگ - مالزی - مالدیو - مکزیک - مغولستان - مراکش - میانمار - نپال - هلند - نیوزیلند - نیجریه - کره شمالی - نروژ - عمان - پاکستان | - پاناما - پرو - فیلیپین - لهستان - پرتغال - قطر - رومانی - روسیه - عربستان سعودی - سنگاپور - اسلواکی - آفریقای جنوبی - کره جنوبی - جزایر مالتا - اسپانیا - سری‌لانکا - سودان - سوئد - سوئیس - ترکیه - اوکراین - امارات متحده عربی - بریتانیا - ایالات متحده آمریکا - ویتنام |

## دفاتر نمایندگی (شامل سازمان‌های بین‌المللی)
- اتحادیه اروپا

```
(نمایندگی)
```

- تایوان
- هنگ کنگ

## کنسولگری‌ها

### کنسولگری‌هایبانکوک
- نائورو[۱]
- ازبکستان

### کنسولگری‌هایچیانگ مای
- چین
- هند
- ژاپن
- میانمار
- ایالات متحده آمریکا

### کنسولگری‌هایSa Kaeo
- کامبوج

### کنسولگری‌هایSongkhla
- چین
- اندونزی
- مالزی

### کنسولگری‌هایکون کن
- چین
- لائوس
- ویتنام

## سفارت‌های غیرمقیم
بر پایه شهر اقامت.
| - پکن - بنین - بوروندی - جمهوری آفریقای مرکزی - چاد - کومور - جمهوری کنگو - جمهوری دموکراتیک کنگو - گینه استوایی - استونی - ایالات فدرال میکرونزی - گویان - گینه بیسائو - ایسلند - ساحل عاج - جامائیکا - لیتوانی - مالاوی - مالت - مقدونیه شمالی - اسلوونی - سیرالئون - سومالی - توگو - بلموپان - بلیز - کانبرا - ساموآ - تونگا - دوحه - موریتانی - هانوی - بلاروس - جاکارتا - کرواسی - اکوادور - موزامبیک - صربستان - جزایر سلیمان - سورینام - تونس | - کوالا لامپور - افغانستان - الجزایر - جمهوری آذربایجان - بوسنی و هرزگوین - اسواتینی - فیجی - غنا - گینه - عراق - قرقیزستان - لسوتو - موریس - نامیبیا - تشکیلات خودگردان فلسطین - پاپوآ گینه نو - سنگال - سوریه - تاجیکستان - تانزانیا - ترکمنستان - اوگاندا - اروگوئه - ونزوئلا - یمن - زامبیا - زیمبابوه - پودگوریتسا - مونته‌نگرو - سان مارینو - سان مارینو - سئول - گابن | - دهلی نو - آنگولا - بورکینافاسو - قبرس - جمهوری دومینیکن - السالوادور - اریتره - اتیوپی - گرجستان - اردن - لبنان - مالی - نیجر - پاراگوئه - ازبکستان - توکیو - بوتسوانا - جیبوتی - هندوراس - لیبریا - ماداگاسکار - جزایر مارشال - نیکاراگوئه - رواندا |

## سفارت‌های در حال بازگشایی
- گامبیا (سفارت)[۲]

## سفارت‌های پیشین
- بلغارستان
- عراق
- اردن
- لبنان
- سوریه